# Epimachus
Epimachus Cuvier, 1815 è un genere di uccelli passeriformi della famiglia Paradisaeidae.

## Etimologia
Il nome scientifico del genere deriva dall'aggettivo greco επίμαχος (epímachos), "pronto al combattimento", in riferimento al lungo becco ricurvo ed ai ciuffi erettili di penne dei fianchi, che ricordarono ai primi osservatori di questa specie l'equipaggiamento di un antico guerriero.

## Descrizione
Gli uccelli del paradiso dal becco a falce possono ricordare a prima vista un incrocio fra una nettarinia e uno storno tropicale: se da un lato l'aspetto generale, con colorazione dai riflessi metallici il lungo becco a falce (da cui il nome comune di questi uccelli) e le lunghissime penne caudali possono ricordare appunto le nettarinie, le dimensioni di questi animali, i cui maschi superano il metro di lunghezza (di cui circa la metà spetta alle già menzionate penne centrali della coda) rientrando così fra gli uccelli del paradiso di maggiori dimensioni, sono più paragonabili a quelle degli storni.

Come in quasi tutti gli uccelli del paradiso, anche quelli dal becco a falce presentano netto dimorfismo sessuale: i maschi sono leggermente più grossi, presentano coda molto più lunga e colorazione tendente al nero con vistosi riflessi metallici e penne dei fianchi allungate, mentre le femmine presentano colorazione più sobria e mimetica, bruna dorsalmente e più chiara e striata di nero nella zona ventrale.

## Distribuzione e habitat
Le paradisee dal becco a falce sono endemiche della Nuova Guinea, dove abitano in simpatria le aree di foresta pluviale montana e di foresta nebulosa lungo tutto l'asse montuoso centrale dell'isola, con la paradisea dal becco a falce maggiore che si spinge a nord anche nella penisola di Doberai, dove la specie minore manca, mentre nei monti Owen Stanley essa non è presente, a differenza della specie minore.

## Biologia
Si tratta di uccelli diurni e solitari, molto schivi e difficili da localizzare (a dispetto della grossa taglia e della vistosa colorazione) in quanto amanti della vegetazione folta e abitatori della canopia.
Come la maggior parte degli uccelli del paradiso, questi uccelli sono poligini, coi maschi che si esibiscono in parate comprendenti l'arruffamento delle penne e movimenti codificati atti a mettere in risalto l'iridescenza del piumaggio ed attrarre quante più femmine possibile con cui accoppiarsi.
La femmina, dopo l'accoppiamento, si sobbarca in completa solitudine la costruzione del nido, la cova e le cure parentali ai pulli, che sono ciechi ed implumi alla schiusa.

## Tassonomia
Se ne conoscono due specie:
- Epimachus fastosus (Hermann, 1783) - paradisea dal becco a falce maggiore;
- Epimachus meyeri Finsch & Meyer, 1885 - paradisea dal becco a falce minore;

In passato, a questo genere venivano ascritti anche Epimachus astrapioides Rothschild, 1897 ed Epimachus ellioti Ward, 1873, attualmente ritenuti piuttosto dei casi d'ibridazione fra la paradisea dal becco a falce maggiore e la gazza del paradiso.
Nell'ambito della famiglia Paradisaeidae, gli uccelli del paradiso dal becco a falce formano un clade coi generi Paradigalla e Astrapia). Talvolta, le specie del genere Drepanornis (conosciute anch'esse come "paradisee dal becco a falce") vengono ascritte anch'esse al genere Epimachus in un proprio sottogenere, tuttavia non sembrerebbero sussistere reali legami di stretta parentela al di là della conformazione del becco.